# (81) Terpsícore
(81) Terpsícore es un asteroide perteneciente al cinturón de asteroides descubierto por Ernst Wilhelm Leberecht Tempel el 30 de septiembre de 1864 desde el observatorio de Marsella, Francia.
Está nombrado por Terpsícore, una diosecilla de la mitología griega.

## Características orbitales
Terpsícore está situado a una distancia media del Sol de 2,856 ua, pudiendo alejarse hasta 3,447 ua. Su inclinación orbital es 7,801° y la excentricidad 0,2073. Emplea 1763 días en completar una órbita alrededor del Sol.